# Convolvulus multifidus
Convolvulus multifidus är en vindeväxtart som beskrevs av Carl Peter Thunberg. Convolvulus multifidus ingår i släktet vindor, och familjen vindeväxter. Inga underarter finns listade i Catalogue of Life.